# Oroposoma emiliae
Oroposoma emiliae är en mångfotingart som beskrevs av Manfredi 1953. Oroposoma emiliae ingår i släktet Oroposoma och familjen knöldubbelfotingar. Inga underarter finns listade i Catalogue of Life.